# Legió IV Parthica
La legió IV Parthica va ser una legió romana creada per l'emperador Dioclecià (284-305) per defensar la frontera oriental de l'Imperi. Aquesta legió i la III Parthica estaven estacionades a Osroene, a l'oest de Mesopotàmia. Se suposa que la legió tenia la seu a Edessa.
El nom d'aquesta legió és més aviat un arcaisme, ja que quan va ser fundada l'Imperi Part ja no existia, havia estat substituït per l'Imperi Sassànida.
La legió, mencionada a la Notitia Dignitatum, existia en temps de l'emperador romà d'Orient Maurici (582-602), i tenia la seva base a Berea de Síria. No es coneix què va passar amb la legió, encara que és possible que hagués sobreviscut fins a les reformes de l'emperador Heracli (610-641), que va organitzar el regne en Temes a mitjans del segle vii a partir de les legions que ocupaven els diferents territoris.